# Martim de Albuquerque
Martim Eduardo Corte-Real de Albuquerque CvGDM • CvHDM • BGCHDM • GOIH • ComNSC (Cascais, São Domingos de Rana, 18 de agosto de 1936), professor universitário, jurista e notável historiador português.

## Família
Filho de Mário Correia Teles de Araújo e Albuquerque e de sua mulher Maria Manuela Joana Ferreira Corte Real de Albuquerque, sobrinha-neta do 1.º Visconde dos Lagos e do 1.º Barão do Cruzeiro, e irmão mais novo de Rui Manuel Corte Real de Albuquerque, que usou o título de 2.º Visconde dos Lagos, ilustre geração de Catedráticos e Causídicos.

## Biografia
É Licenciado, Mestre, Pós-Graduado e Doutor em Direito pela Faculdade de Direito da Universidade de Lisboa e Doutor em Direito pela Faculdade de Direito da Universidade Complutense de Madrid.
No ano de 1968 foi admitido na Ordem dos Advogados.
Em 1972 foi professor visitante na Universidade de Lourenço Marques; em 1977 torna-se Professor catedrático da Faculdade de Direito da Universidade de Lisboa, jubilando-se em 2006. Fundou e foi o primeiro presidente do Instituto de História do Direito e Pensamento Político da Faculdade de Direito da Universidade de Lisboa. Em 2008 foi eleito Vice-Presidente Honorário da Assembleia Estatutária do Instituto Superior de Ciências Sociais e Políticas da Universidade Técnica de Lisboa.
Enquanto causídico pratica Direito Civil, Penal e Comercial, Contencioso e Arbitragem.
Foi bolseiro do Instituto de Alta Cultura e da Junta de Investigação do Ultramar, tendo pertencido à Comissão de Publicação de Tratados, Convenções e outros Actos Públicos Internacionais relativos a Portugal.
Entre 1969 e 1975 foi Secretário-Geral e Jurisconsulto das Páginas Amarelas e entre 1974 e 1986 Presidente da Occidental Petroleum Corporation de Portugal.
Colaborou com a Comissão Nacional para as Comemorações dos Descobrimentos Portugueses.
Em 1990 exerceu o cargo de 6.° diretor da Torre do Tombo.
De 1995 a 2000 foi o 6.º Presidente do Conselho Directivo da Assembleia dos Cavaleiros Portugueses da Ordem Soberana e Militar de Malta.

## Agremiações científicas
- Eleito Sócio correspondente da 5.ª Secção, Direito e Política, da Academia das Ciências de Lisboa – Classe de Letras – em 1981 e sócio efectivo da mesma em 1989.

É também Sócio, entre outras, das seguintes instituições: 
- Academia Internacional da Cultura Portuguesa
- Academia Portuguesa da História[1]
- Academia das Ciências de Lisboa[1]
- Académie Internationale d'Héraldique
- Association d'Histoire du Droit Français
- Association Juridique Henri Capitant
- Instituto Histórico e Geográfico do Rio de Janeiro[1]
- Instituto Luso-Brasileiro de Direito Comparado

Participou em diversos colóquios e congressos nacionais e internacionais de História e de Direito.
Foi Consultor Jurídico do Conselho de Nobreza e da Associação da Nobreza Histórica de Portugal.

## De cerca de 180 publicações, destacam-se
- Responsabilidade do Produtor (Portugal), International Manual of Practice, obra que dirigiu e colaborada por vários Professores da Faculdade de Direito de Lisboa, Londres – N.Y., I.S.C.S., 1966-1973.
- Direito Comercial, em co-autoria com Prof. Doutor Alberto Xavier, 1964
- O Poder Político no Renascimento Português, Lisboa, 1968
- Para Uma Distinção do Erro sobre o Facto e do Erro sobre a Ilicitude em Direito Penal, 1968
- Compilador, Colecção de Tratados e Actos Públicos Internacionais Relativos a Portugal, Lisboa, 1969-
- A Consciência Nacional Portuguesa, Lisboa, 1972
- Jean Bodin na Península Ibérica, Paris, 1978
- A Expressão do Poder em Luís de Camões, Lisboa, 1978
- Execução de Decisões Judiciais no Direito Português, 1986
- Igualdade – Introdução à Jurisprudência, em co-autoria com o Prof. Doutor Eduardo Vera-Cruz, Lisboa, 1993
- História do Direito, em co-autoria com o Prof. Doutor Ruy de Albuquerque, 12.ª edição, 2005
- Maquiavel e Portugal. Estudos de História das Ideias Políticas, Lisboa, 2007

## Prémios
- Prémio de Ciências Histórico-Jurídicas da Revista da Faculdade de Direito de Lisboa, comemorativo do Cinquentenário da mesma (Portugal e a Iurisdictio Imperii)
- Prémio de Ciências Económicas da citada Revista, igualmente comemorativo do seu cinquentenário (Doutrina Social da Igreja)
- Prémio Nacional de História 1967-1968 (O Poder Político no Renascimento Português)
- Prémio de História da Gulbenkian, Presença de Portugal no Mundo, de 1977, (Jean Bodin en la Peninsula Ibérica - Ensayo de história de las ideas políticas y de derecho)
- Prémio Laranjo Coelho de 1981 (Bártolo e bartolismo na história do Direito Português)
- Prémio de História da Gulbenkian, 1984 (Estudos de Cultura Portuguesa)
- Prémio de História da Gulbenkian, História de Portugal dos Séculos XVI a XX, de 1987 (A Expressão do Poder em Luís de Camões)
- Prémio D. João de Castro, da Comissão para as Comemorações dos Descobrimentos Portugueses de 1990 (A Expressão do Poder em Luís de Camões)
- Prémio de História da Gulbenkian, 1991 (A Torre do Tombo e os seus Tesouros).

## Condecorações e graus honoríficos
- Cavaleiro de Graça e Devoção[1], Cavaleiro de Honra e Devoção[2] e Bailio Grã-Cruz de Honra e de Devoção da Ordem Soberana e Militar de Malta, na categoria do Grão-Magistério
- Assessor do Conselho da Assembleia Portuguesa[1] e Presidente e Presidente de Honra da Associação Portuguesa da mesma Ordem
- Cavaleiro de Justiça[5] e Grã-Cruz da Sagrada Ordem Militar Constantiniana de São Jorge
- Cavaleiro da Ordem Equestre do Santo Sepulcro de Jerusalém
- Grande-Oficial da Ordem Pro Merito Melitensi e da Ordem do Infante D. Henrique de Portugal (8 de Junho de 2007)[6]
- Comendador da Ordem dos Santos Maurício e Lázaro
- Comendador da Ordem de Nossa Senhora da Conceição de Vila Viçosa
- Cavaleiro da Real Hermandad de Infanzones de Nuestra Señora de la Caridad de la Imperial Villa de Illescas[4]
- Medalha de 35 anos de Advocacia conferida pela Ordem dos Advogados
- Fidalgo de Cota de Armas: escudo esquartelado, o 1.º e o 4.º de Albuquerque e o 2.º e o 3.º Corte Real; timbre: de Albuquerque, com a respetiva diferença, por Alvará do Conselho de Nobreza de 11 de Dezembro de 1977

## Casamento e descendência
Casou na Mealhada, Vacariça, na Capela da Casa de Valdoeiro, a 6 de Outubro de 1979 com Isabel Maria Coelho de Faria e Silva (Viseu, 18 de Abril de 1947), Licenciada em Filologia Românica pela Faculdade de Letras da Universidade de Coimbra, Professora efetiva do Ensino Secundário, filha de António de Faria e Silva (Tomar, Alviobeira, 10 de Outubro de 1916 - ?), Engenheiro Agrónomo pelo Instituto Superior de Agronomia da Universidade Técnica de Lisboa, Professor Jubilado da Escola Superior de Agronomia de Coimbra, e de sua mulher (30 de Junho de 1946) Rosa Amélia Toscano de Miranda Coelho (24 de Setembro de 1921 - ?), Senhora da Casa de Valdoeiro, que em Monarquia seria Representante do Título de Viscondessa de Valdoeiro, bisneta do 1.º Visconde de Valdoeiro, e neta paterna de Júlio Ribeiro da Silva, Proprietário, irmão do General Bernardo de Faria, e de sua mulher Francisca Rosa da Silva, da qual teve uma filha e dois filhos: 
- Maria Benedita de Faria Corte Real de Albuquerque (Coimbra, 30 de Agosto de 1980)
- António de Faria Corte Real de Albuquerque (Coimbra, 25 de Agosto de 1981), gémeo com o posterior
- Francisco de Faria Corte Real de Albuquerque (Coimbra, 25 de Agosto de 1981), gémeo com o anterior